# 2018年平昌オリンピックのシンガポール選手団
2018年平昌オリンピックのシンガポール選手団は、2018年2月9日から25日まで大韓民国江原道平昌で開催された2018年平昌オリンピックのシンガポール選手団の名簿。シンガポールは今回、冬季オリンピック初参加となった。

## 選手団
- 人員: 選手 1人

## 種目別選手・スタッフ名簿及び成績

### ショートトラックスピードスケート
- シャイアン・ゴー（女子1500m）2:36.971 予選敗退[1]